# Henry Theophilus Finck
Henry Theophilus Finck (født 22. september 1854 i Bethel, Missouri, død 1. oktober 1926) var en amerikansk musikforfatter.
Finck var kritiker ved New York Evening Post og lærer ved nationalkonservatoriet i musikhistorie. Finck har udgivet Wagner and his works (2 bind, oversat på tysk), Chopin, Anton Seidl, Grieg and his music (oversat på tysk), Massenet and his operas med flere arbejder af underholdende og populært-oplysende karakter.